# Johnny McNichol
John „Johnny“ McNichol (* 20. August 1925 in Kilmarnock; † 17. März 2007 in Uckfield) war ein schottischer Fußballspieler. Der Halbstürmer kam im verhältnismäßig späten Alter von 23 Jahren zu seinem Profiligadebüt, absolvierte aber danach noch mehr als 550 Pflichtspiele für Brighton & Hove Albion, den FC Chelsea sowie Crystal Palace. Größter Erfolg war für ihn mit Chelsea der Gewinn der englischen Meisterschaft in der Saison 1954/55.

## Sportlicher Werdegang
McNichol wuchs als Teenager zu Zeiten des Zweiten Weltkriegs auf und diente zuletzt in seiner schottischen Heimat in der Fleet Air Arm. Fußball spielte er nahe seiner Geburtsstadt Kilmarnock für Hurlford United und dort wurde er 1946 von Talentscouts des nordenglischen Klubs Newcastle United entdeckt. Bei den „Magpies“ verbrachte McNochol insgesamt zwei Jahre. Dabei ging er dem Sport nur auf Teilzeitbasis nach und in der ersten Mannschaft kam er in keinem Ligaspiel zum Einsatz – er verdiente seinen Lebensunterhalt primär in dem erlernten Beruf als Kfz-Mechaniker.
Im August 1948 wechselte McNichol vom Zweitligavizemeister aus Newcastle zu Brighton & Hove Albion, das kurz zuvor als Tabellenletzter der Süddivision der dritthöchsten Spielklasse noch um die erneute Zulassung zum Spielbetrieb gebangt hatte. Der dort damals aktive Trainer Don Welsh war dabei so von McNichol überzeugt gewesen, dass er dazu die vereinseigene Rekordablösesumme von 5.000 Pfund investierte. Im Verein verbreitete sich durch viele neue Spieler in der Mannschaft eine Aufbruchstimmung, die letztlich in einen deutlichen Tabellensprung auf den sechsten Rang mündete. Zwar war McNichols Torausbeute mit zwei Treffern aus den ersten 33 Pflichtspielen dürftig, aber durch seine Ball- und Passsicherheit verlieh er dem Offensivspiel Stabilität – mit gerade einmal neun Toren in der Saison 1949/50 war er im Anschluss bester Schütze seines Klubs. Eine Offerte von Manchester City lehnte Trainer Welsh danach ab, bevor McNichols im August 1952 zum Erstligisten FC Chelsea wechselte. Die Ablösesumme betrug 12.000 Pfund und dazu heuerte Chelseas Jimmy Leadbetter in Brighton an.
Im Westen Londons brachte sich McNichol schnell gewinnbringend ein und als gleichsam guter Vorbereiter und Torschütze war er maßgeblich am knappen Klassenerhalt in seiner ersten Saison beteiligt. Als er mit Chelsea zwei Jahre später die englische Meisterschaft 1955 gewann, fehlte er nur in zwei von 42 Ligaspielen. Dazu war er mit 14 Treffern vereinsintern der zweitbeste Torschütze hinter Roy Bentley. Er verbrachte danach noch mehr als zweieinhalb weitere Jahre bei den „Blues“, verlor schließlich den Stammplatz an Jimmy Greaves und wechselte noch vor Abschluss der Saison 1957/58 innerhalb der britischen Hauptstadt zum Drittligisten Crystal Palace. Etwas überraschend und zu McNichols Enttäuschung war er auf seinem sportlichen Zenit niemals in die schottische Nationalmannschaft berufen worden.
Im Team von Trainer Cyril Spiers sollte er ab März 1958 den drohenden Fall von Crystal Palace in die Viertklassigkeit verhindern. Dieses Vorhaben misslang zwar, aber in der Folgezeit war McNichol Kapitän einer sich wieder stabilisierenden Mannschaft, die 1961 in die dritte Liga zurückkehrte. McNichol war mittlerweile dauerhaft auf die Position des Außenverteidigers zurückgezogen worden und mit 153 Pflichtspieleinsätzen in Folge (beginnend ab seinem Debüt) setzte er eine vereinsinterne Rekordmarke, die erst viele Jahre später Nigel Martyn verbesserte. Nach einem Kieferbruch, den er zu Beginn der Spielzeit 1962/63 erlitt, war seine aktiven Profikarriere faktisch beendete. Stattdessen verbrachte McNichol noch vier Jahre im Amateurbereich als Spielertrainer bei den Tunbridge Wells Rangers in der Southern League. Später kehrte er zu Crystal Palace zurück, um dort einen Geschäftsbetrieb im wöchentlichen Toto und Bingo zu etablieren. In den später 1970ern zog er wieder nach Brighton, arbeitete dort für einen weiteren Ex-Klub im Glücksspielsektor zwischen 1979 und 1992 und blieb auch nach seiner Pensionierung in der Gegend wohnhaft. Im Alter von 81 erlag er schließlich im März 2007 den Folgen eines Schlaganfalls.

## Titel/Auszeichnungen
- Englische Meisterschaft (1): 1955